# 福特Taurus
福特Taurus（Ford Taurus）是由福特汽車為了取代福特LTD車系，自1985年至2019年間製造販售的大型豪華轎車（executive car），台灣及中國市場稱為福特金牛座及福特金牛貂，其雙生車型為水星Sable（台灣及中國市場稱為水星大黑貂）。雖然歷經六個世代的改款，但同樣皆為前置後驅（FR）的驅動方式。此款車在北美市場的對手為三菱Diamanter、豐田Camry、本田Accord、日產Maxima、克萊斯勒Concorde、雪佛蘭Impala、別克Regal、奧斯摩比Intrigue、龐帝克Grand Prix。

## 歷史

### 第一代（1986年-1991年）
受到日本車的衝擊，福特不僅深入了解對手本田Accord、豐田Camry的厲害之處，更投入高達30億美元，以開發出LTD後繼車款，所以在1986年推出第一代Taurus，同時也推出兄弟車水星Sable。全車充滿流線的身影，跳脫1980年代汽車方正風格，問世之際獲得市場肯定，而風阻係數只有0.33的情況下，更為汽車工業空氣力學奠定良好的基礎。
4785×1795×1380mm的第一代Taurus，軸距雖僅為2690mm，卻也創造出非常寬敞的車室空間，座椅配置共有五座與六座兩種，車型共有四門房車和五門旅行車兩種型態，五門旅行車的尺寸較四門大些，為4875×1795×1400mm，由於多了尾廂，配合可前傾的後座椅背，便利性和實用性大大提升，這更符合美國人的用車習慣。所以在1986年獲得美國年度風雲車殊榮，並在1989年之前都是美國銷售第一的車款。
動力上標準版為直四2.5升（90hp），同時可選購頂級V6 3.0升OHV引擎，最大輸出功率為142hp/22.1kgm，變速系統除了四速手排、五速手排，還有三速自排，爾後在1988年又升級為V6 3.8升，並搭配附OD檔的四速自排變速系統。FORD為了展現傲人的性能，遂與當時在北美無法伸展的YAMAHA合作，委託開發高功率輸出的V6 3.0升DOHC引擎，並在1989年推出高性能的SHO（Super High Output）車款，223hp/27.7kgm與五速手排搭配下，創造出0-100km/h七秒左右的成績。
SHO與一般Taurus除了動力心臟的差異外，四輪碟煞、與車身同色前後保險桿、側裙空力套件、215/65R15輪胎、大型油箱都是標準配備。
1987年首映的電影《機器戰警》中，片商看中第一代Taurus的人氣，因此也在片中安排第一代Taurus以警車的英雄身份出現，福特也反應迅速，電影推出後福特還為第一代Taurus向市場增加一款「警察選裝包」，一來借勢宣傳，二來可見第一代Taurus當時的人氣之高。

四門房車GL型車頭
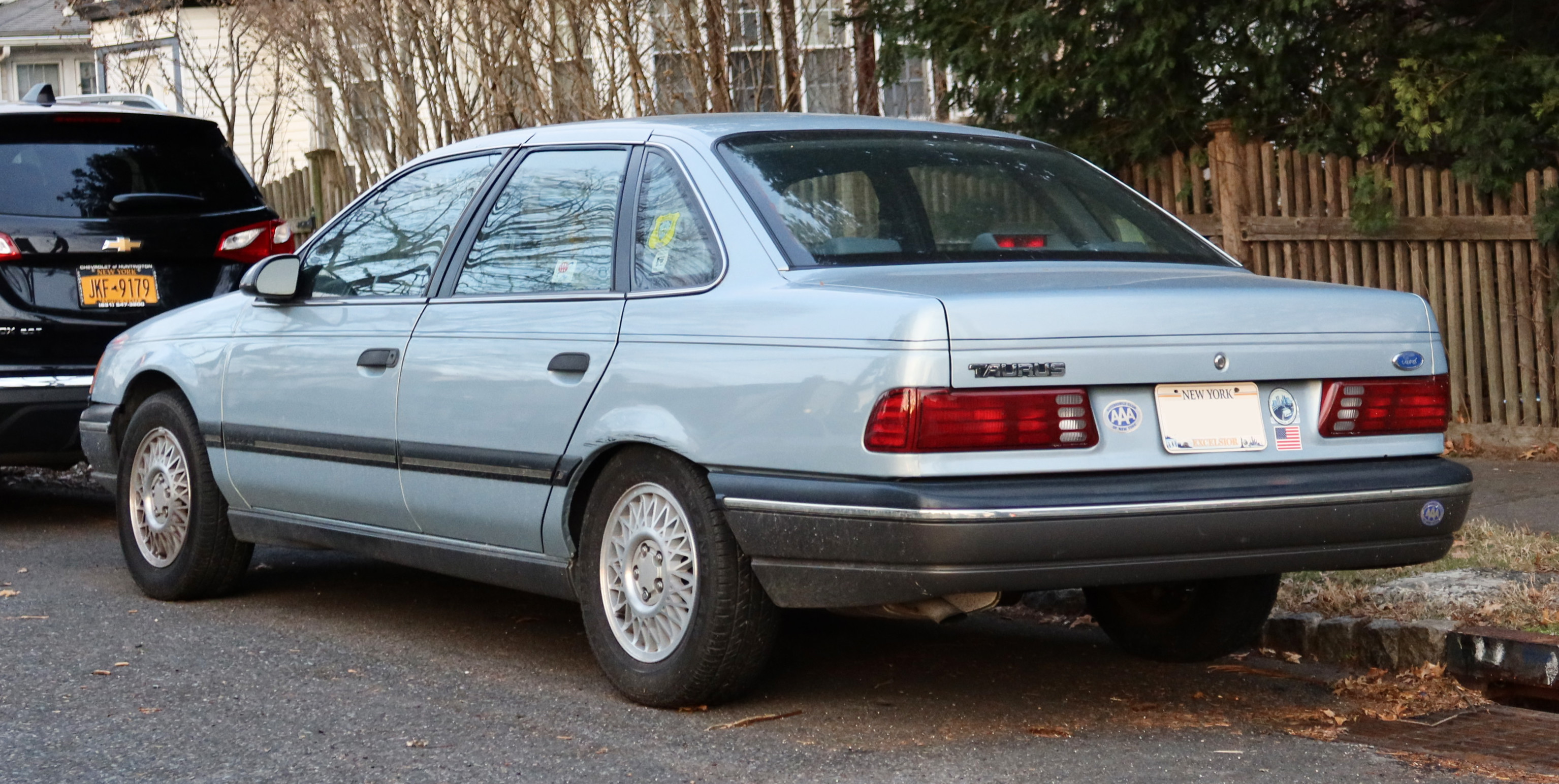
四門房車GL型車尾
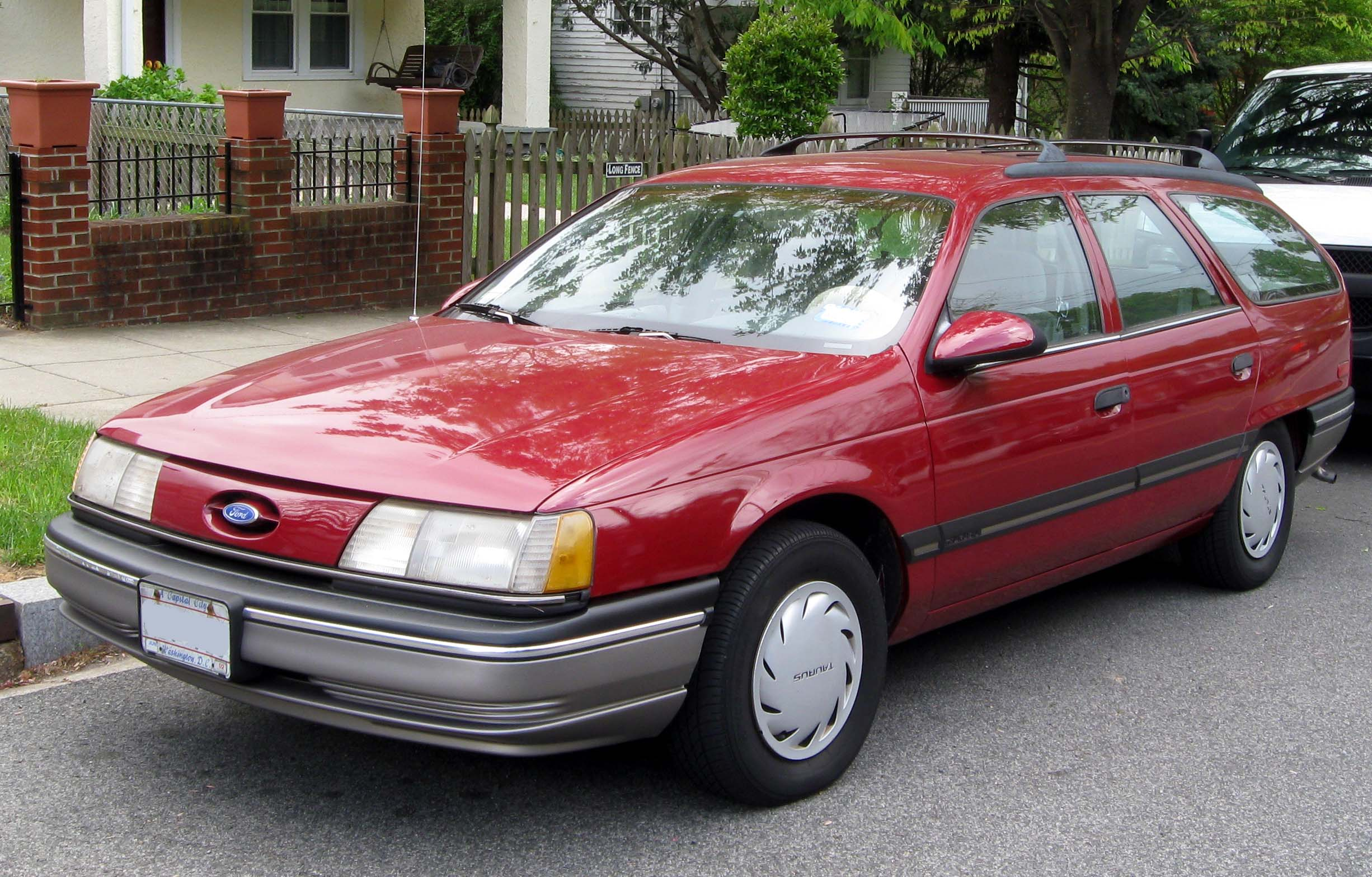
五門旅行車型車頭
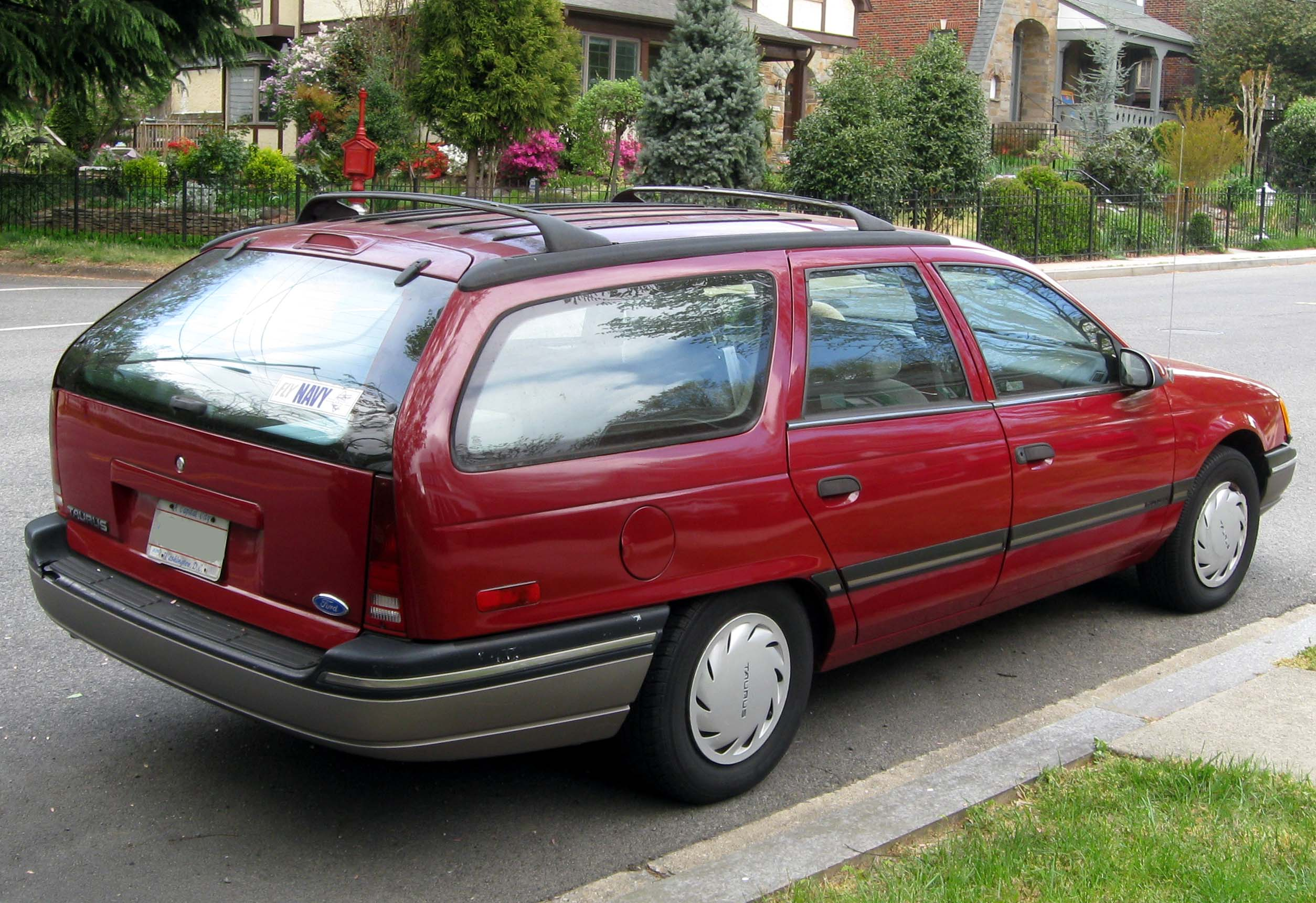
五門旅行車型車尾

### 第二代（1992年-1995年）
鑑於第一代Taurus的良好銷量，福特及時在1991年推出第二代Taurus以保持其熱度。第二代Taurus取消了五速手排變速系統以及四缸引擎，全車系採用四速自排變速系統與V型六缸引擎搭配，當然SHO版本除外。作為換代車型，當然要有點亮點作文章。新車在尺寸上有所加長，重量也有所增加，不過變化僅僅在於尺寸上；外觀方面，許多設計細節都依然離不開第一代的影子，因此外界也評價道這僅是一次大改款而已。
在車身尺寸方面，第二代Taurus繼續推出四門轎車以及五門旅行版車型兩種車款，其中前者的長寬高尺寸為4877/1808/1374 mm，軸距為2692mm。新車推出L、GL以及LX三款型號，在1995年還增加了SE車型。
內裝方面除了保持第一代的豪華，而且在按鍵設計上也非常之人性化，所有主要控制鍵都安裝在中控台的左側，以方便駕駛員觸及，所有按鍵都以「不導致駕駛員視線離開路面」為主旨，並加入副駕駛位側安全氣囊，這也是當時主流轎車上第一次出現副駕駛座安全氣囊的車型，這項配置在1992年款上是可選裝配置，在1994年款車型上已經是標配，並且新車還加入膝部安全氣囊。
由於北美消費者對於大排氣量車型的執著也在此代車型上得到體現，動力系統方面取消了2.5L直列四缸引擎，3.0L Vulcan型SFI引擎以及3.8L V型六缸Essex型引擎繼續保留，動力參數和第一代相比並沒有變化。
至於性能版SHO車型第二代依舊推出，動力系統方面還是搭載經山葉調校的3.0L V型六缸自然吸氣引擎，最大輸出功率依然是164kW（223PS），由於車身尺寸的改變，重量的增加使得第二代SHO車型的百公里加速變為7.5秒，五速手排變速箱僅在SHO車型出現，而且在1993年款上加入四速自排變速箱，後者與3.2L V型六缸引擎相匹配，最大功率為164kW（223PS），最大扭矩是291Nm，0-100km/h加速為8.4秒。
如大家所料，借著第一代車型的暢銷，第二代Taurus依然保持較好的銷量，甚至成為當時美國最佳銷量車型，直至1995年停產，第二代Taurus已經售出超過140萬輛。
花邊新聞方面，第一代Taurus在電影《機器戰警》中出現，其警車形象也深入民心。於是第二代Taurus真的被美國警方引用作為警車之用，警車版本搭載3.8L V型六缸Essex型引擎，最大功率比標準版高了15PS，第二代Taurus同樣也有警車選裝包，不過，這次美國人並沒有頭腦發熱去追捧這個玩意兒了。

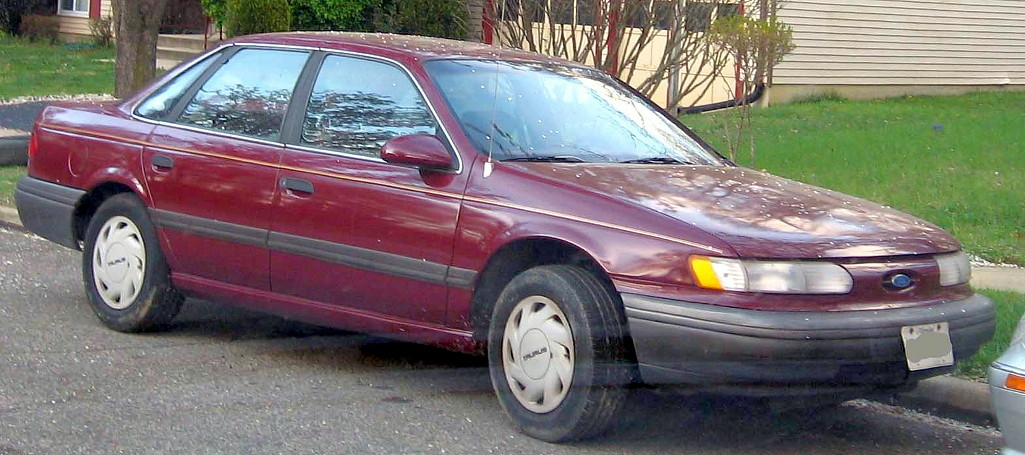
第二代Taurus四門房車GL型車頭
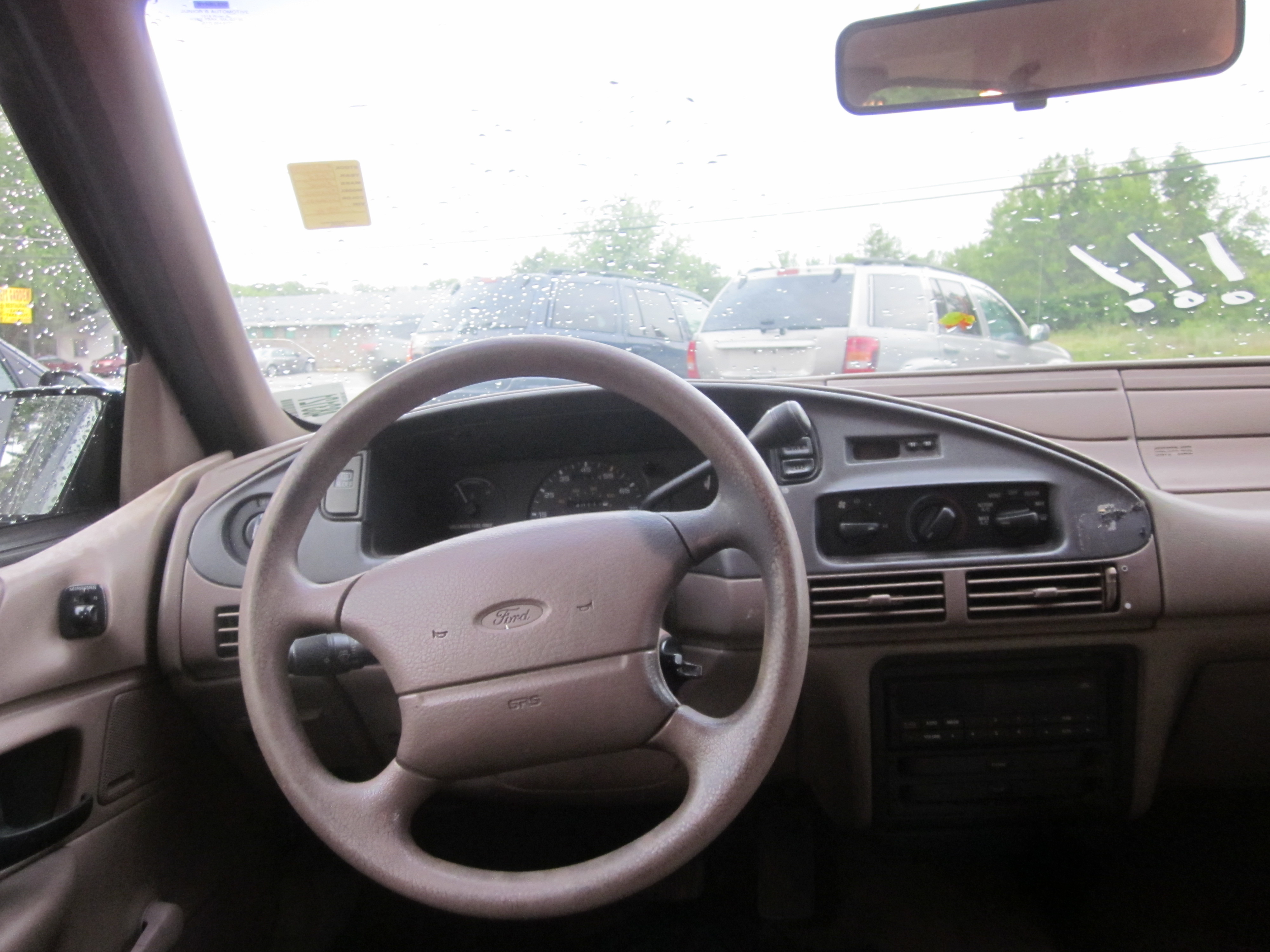
第二代Taurus四門房車GL型駕駛座
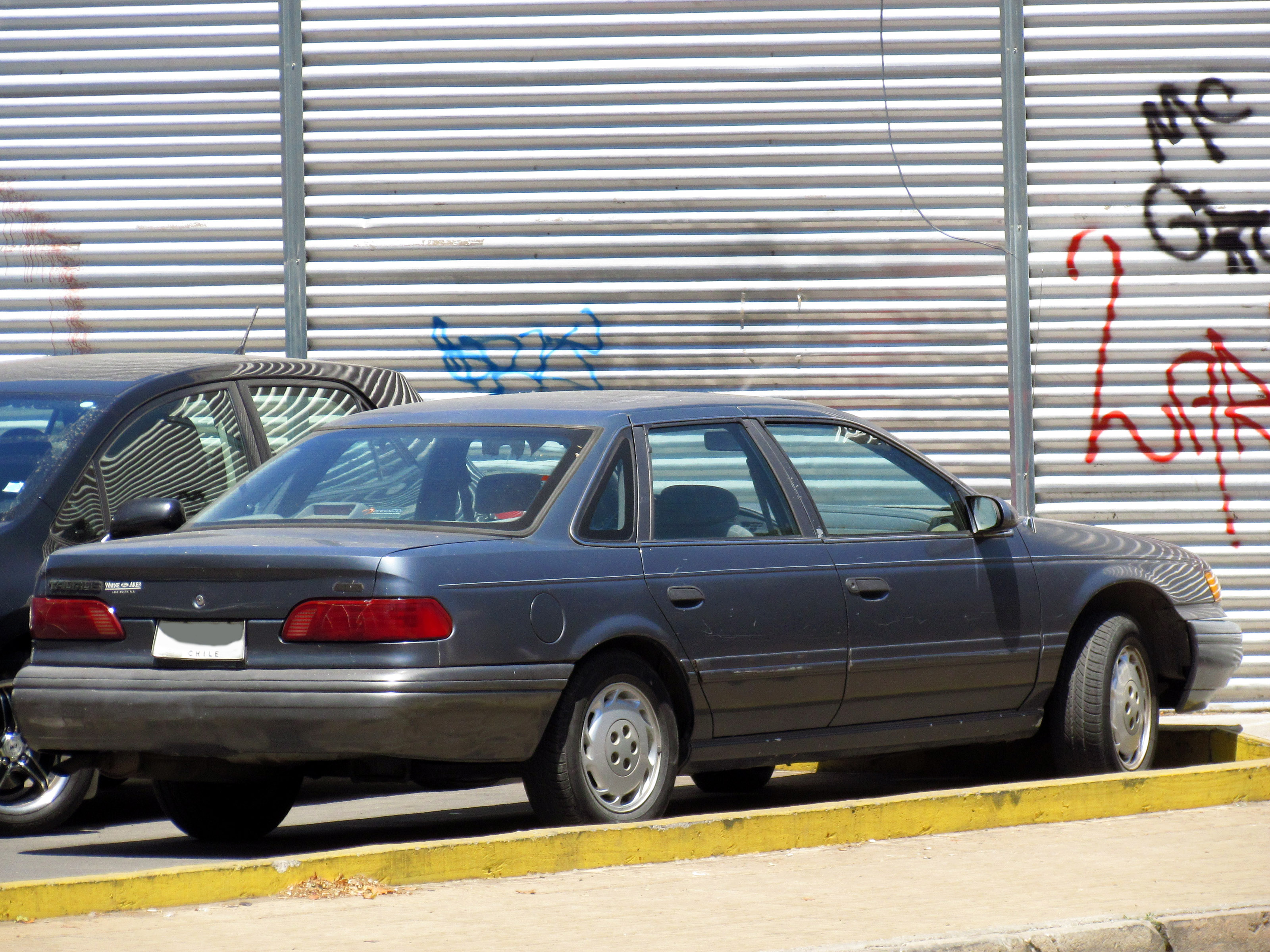
第二代Taurus四門房車GL型車尾
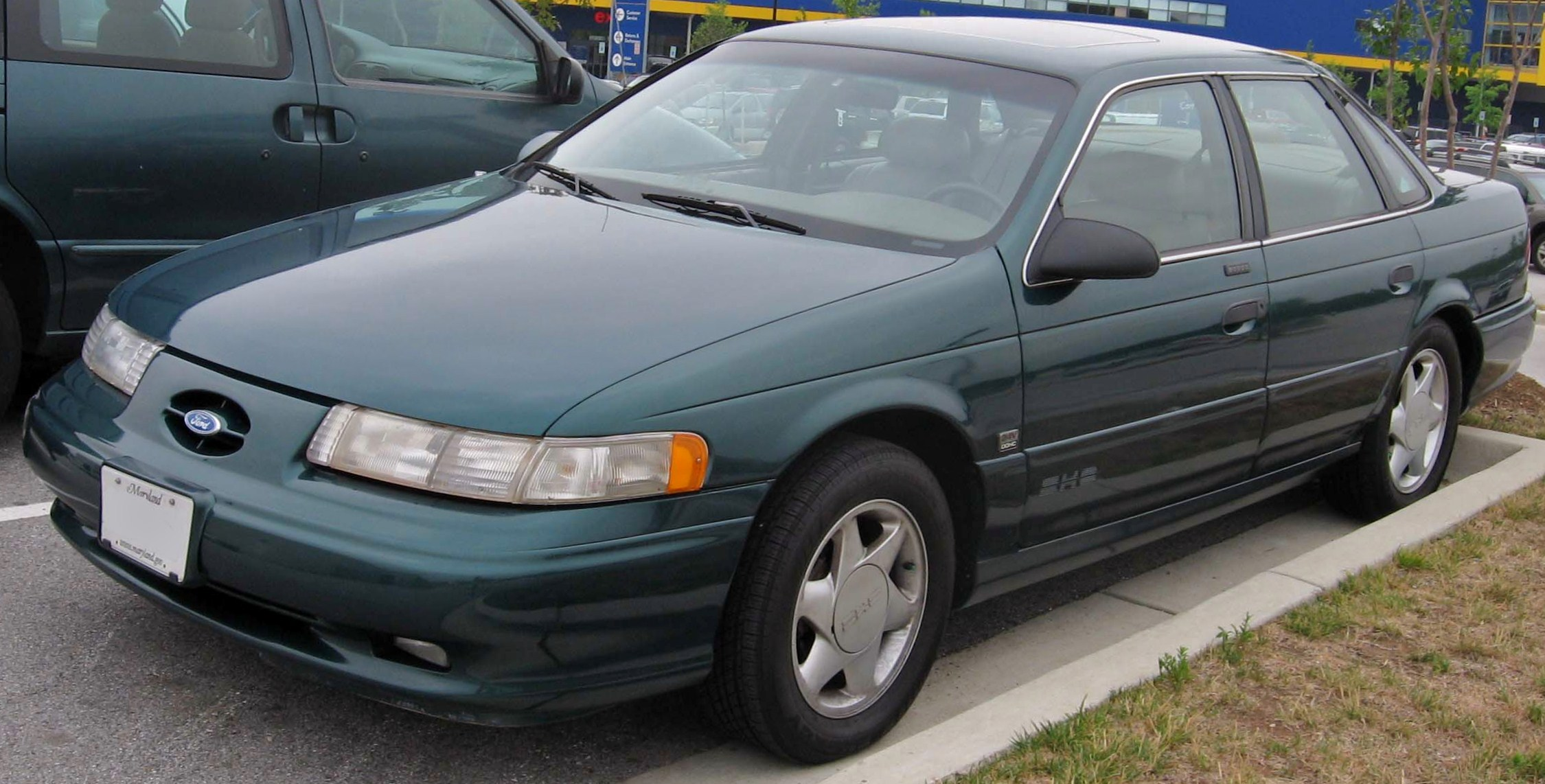
第二代Taurus四門房車SHO型車頭
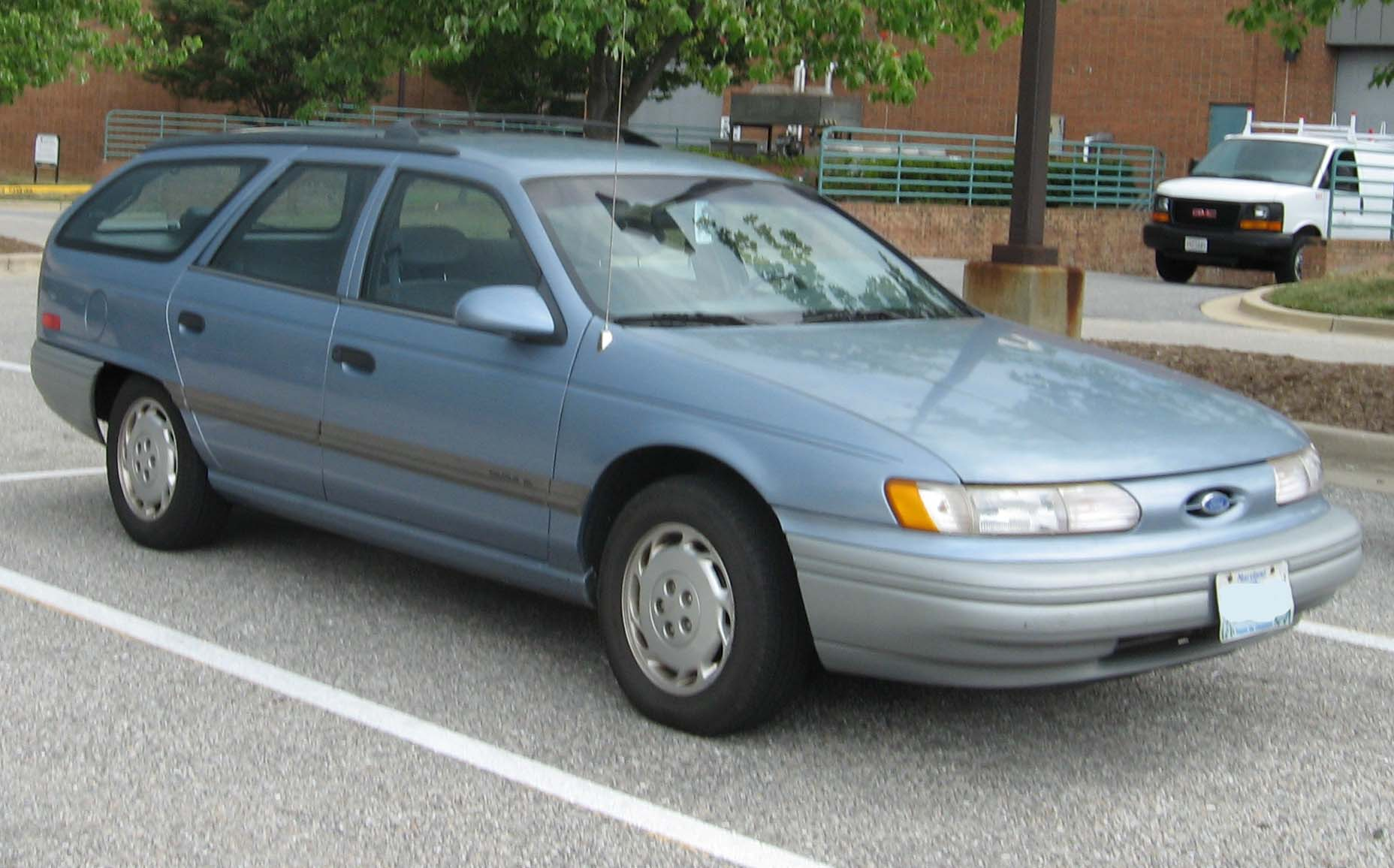
第二代Taurus五門旅行車GL型車頭
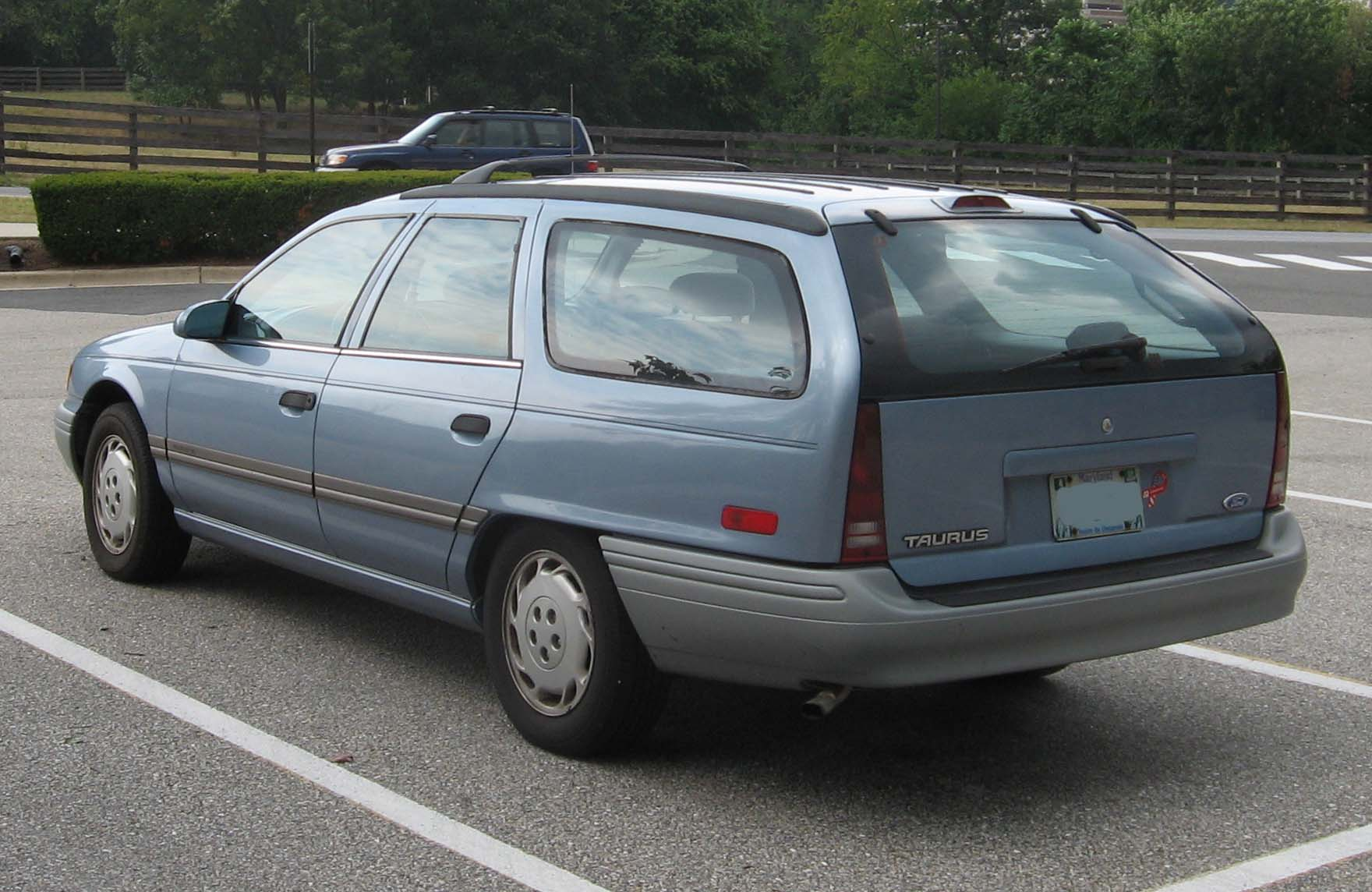
第二代Taurus五門旅行車GL型車尾

### 第三代（1996年-1999年）
都說是個看臉的社會，其實愛美之心就是人性。福特在1996年推出Taurus第三代車型，也許是因為第二代車型革新幅度之小，在輿論壓力之下福特來了次「乾貨」。
福特前全球設計總裁Jack Telnack基於福特車標的橢圓形外圍作為靈感，設計出一款自稱可以讓新車脫穎而出的造型。於是，被外媒稱作像一隻拖鞋的第三代Taurus誕生了，這個設計外形備受爭議。第三代福特Taurus的定位還稍微作了提升，面向更加富裕的消費群體，外觀也擁有更多豪華元素。例如，LX車型可選鉻合金輪轂，以及外形上升級其他細節。
第三代Taurus仍然保留四門轎車和五門旅行車兩種車款，四門轎車版的尺寸長寬高分別為5016/1854/1400 mm，軸距2756mm，而且採用福特DN101平台開發，並推出G、GL和LX三個型號。
內裝方面並沒有放棄人性化的設計，控制台和座艙布局更加向駕駛者包圍，按鍵所在位置也變得容易觸控，不過音響和空調控制按鍵群被集合到一個小區域上，需要靠近才能看得清按鍵功能，這一點讓許多車主吐槽。新一代車型還是有一些值得稱讚的創新，除了為了把日系車比下去的內裝人體工學設計，還有如Flip-Fold中央扶手，該部件可在通過摺疊功能轉換成控制台、杯架或者中央扶手等。
這一代Taurus搭載Vulcan和Duratec兩款升3.0L V6自然進氣引擎，前者最大功率為108kW（147PS），後者最大功率149kW（203PS），最大扭矩271Nm，0-100km/h加速時間8.9秒，最高時速達220km/h，變速系統依然是AX4N和AX4S四速自動變速箱。
對於新造型，客戶對其反應褒貶不一，不過大多數都沒有給予好評，儘管福特方面想盡力保留美國最佳車型的美譽，不過僅有租車公司願意掏錢為之買單。據資料顯示，有51%的第三代Taurus流向了租車公司，而競爭對手本田Accord以及豐田Camry、日產Maxima都是私人買家包攬，可見第三代車型受歡迎程度遠遠不及第二代和第一代車型，最後美國最佳銷量車型的榮耀還被豐田Camry奪走。
1996年福特把第三代Taurus外銷到澳洲市場與當地生產的福特Falcon共同銷售，並作為「Taurus Ghia（相當於Taurus旗艦版）」的身份出現，不過新車的銷量依舊沒有起色，外銷到澳洲一年後便停止銷售。在1996-1998年，第三代車型的四門房車和五門旅行車都被安排到紐西蘭市場上銷售，意想不到的是在當地頗受歡迎，不過當地消費群體並不龐大，因此只能算給福特一點安慰。
第三代Taurus還代替福特Thunderbird在1997年賽季參加NASCAR賽事，而且成為首款允許參賽的三廂轎車車型。首個贏得溫斯頓杯（今天的斯普林特杯）冠軍的選手是Dale Jarrett，拿下系列賽（今天的Xfinity系列賽）冠軍的駕駛者是Greg Biffle，總的說來，Taurus贏下了三座溫斯頓杯冠軍以及兩次系列賽冠軍。
而性能版車型SHO版本依然在第三代車型有推出，SHO專屬的外觀套件以及更運動的車身套件都不能幫助提升新車被公眾的接受程度，動力系統方面採用3.4L V6引擎，最大輸出功率為175kW（238PS），最大扭矩312Nm，百公里加速為8.1秒，最高時速為232km/h。但是，第三代SHO因各種質量問題（如50000英里容易出現發動機故障等）而影響新車口碑，在1997年SHO第三代車型的銷量僅為9000台，隨後在1999年停產，總產量為40萬台，比起第一代SHO推出三年售100萬台的成績，第三代SHO的銷量成績簡直不堪回首。

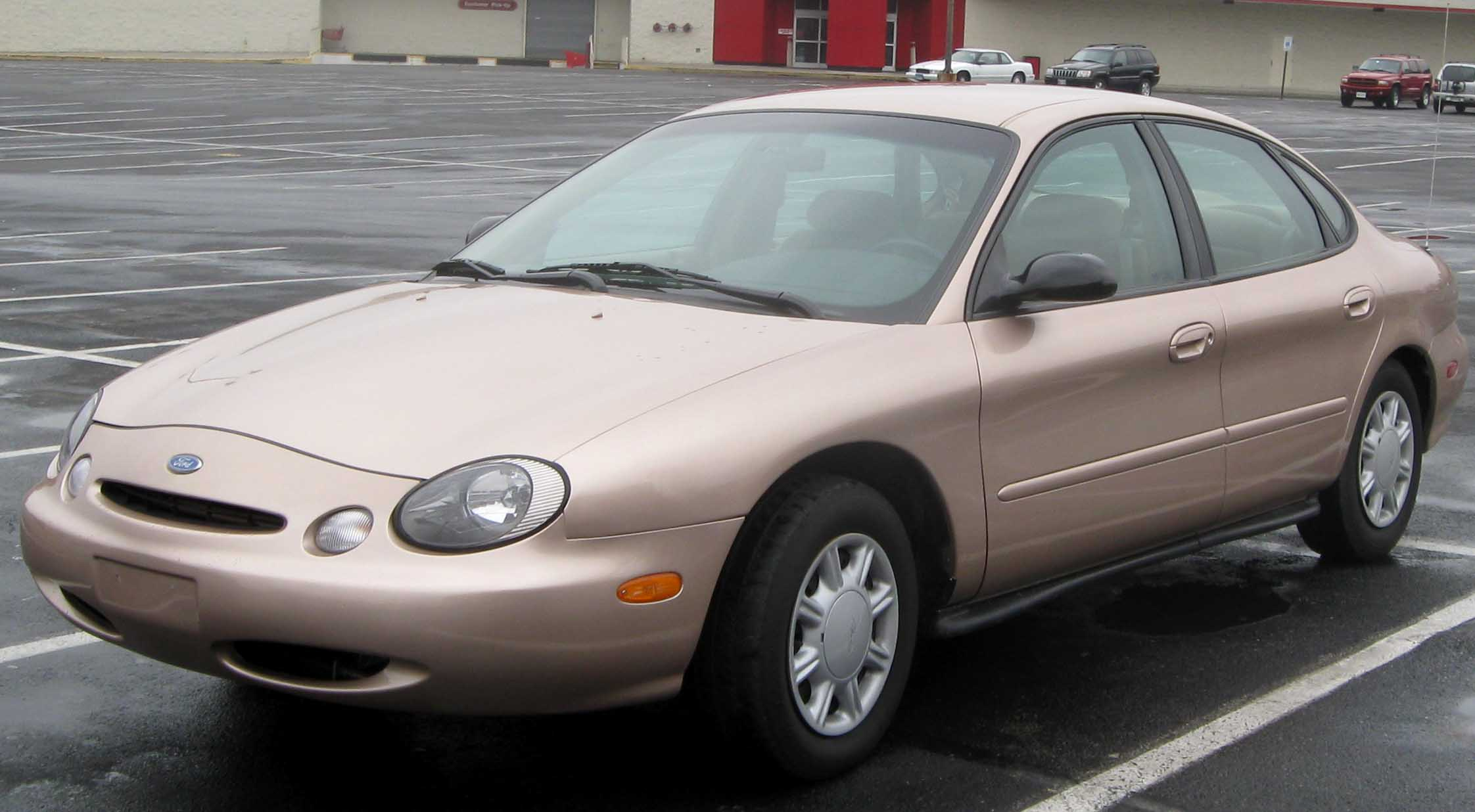
第三代Taurus四門轎車前期車頭(北美樣式)
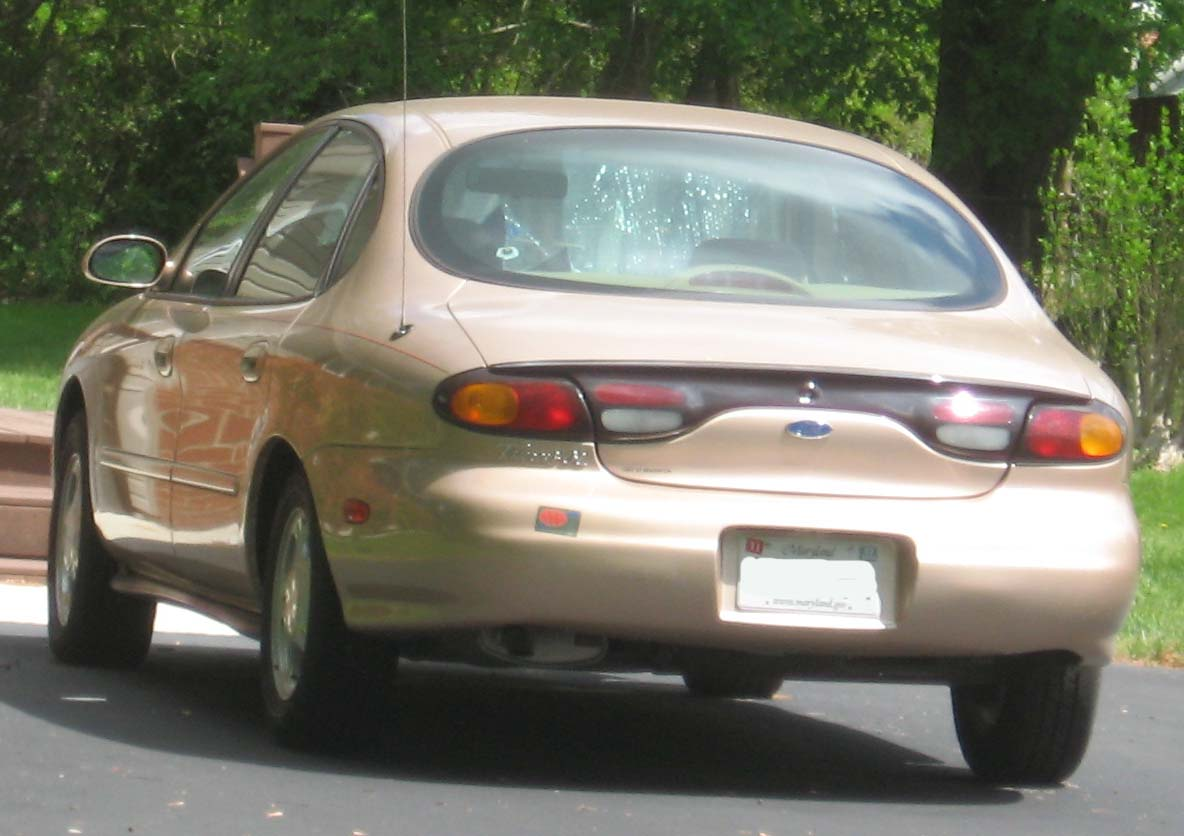
第三代Taurus四門轎車前期車尾(北美樣式)
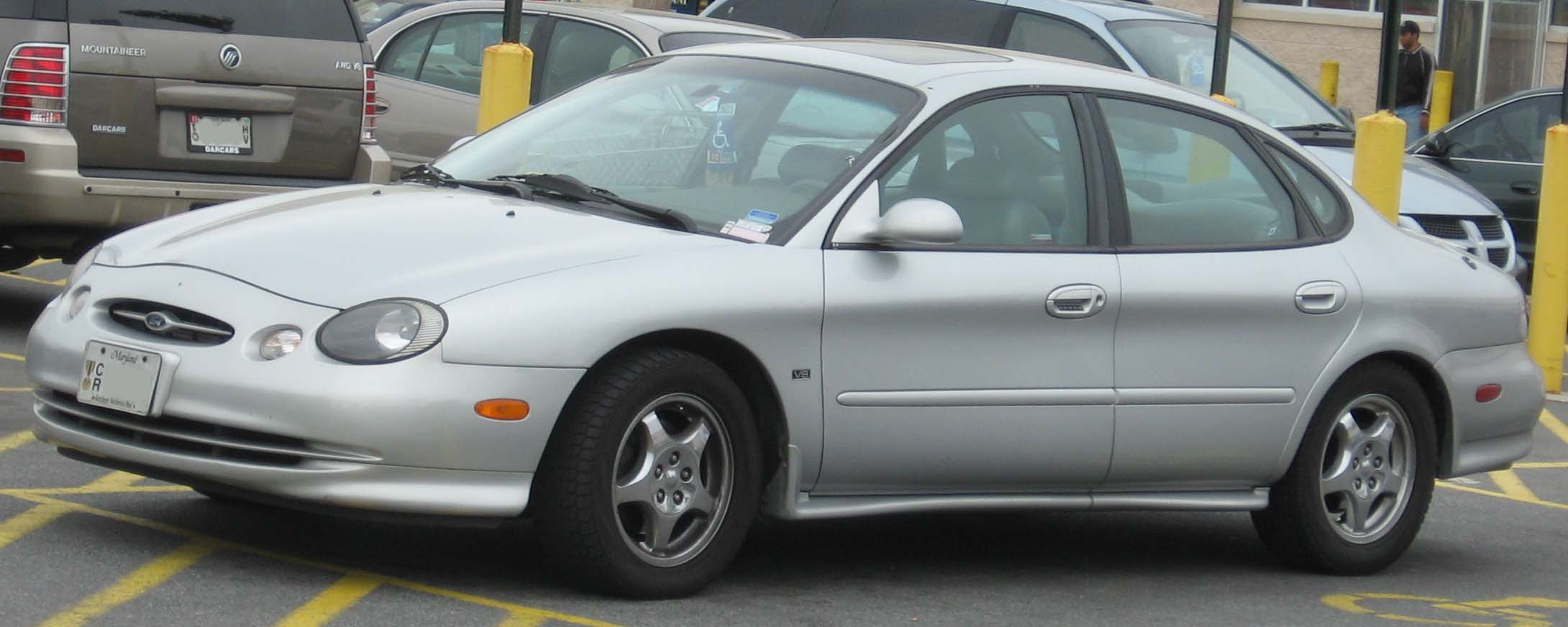
第三代Taurus四門轎車SHO型車頭(北美樣式)
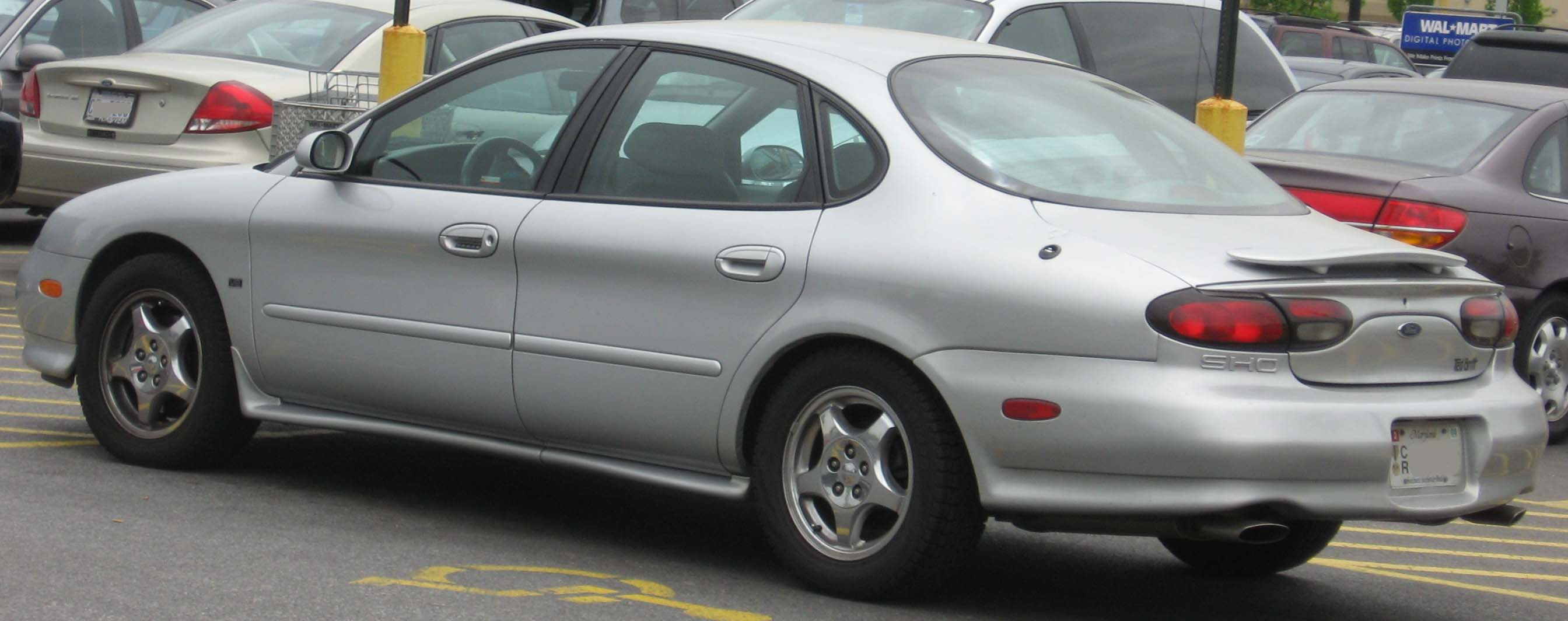
第三代Taurus四門轎車SHO型車尾(北美樣式)
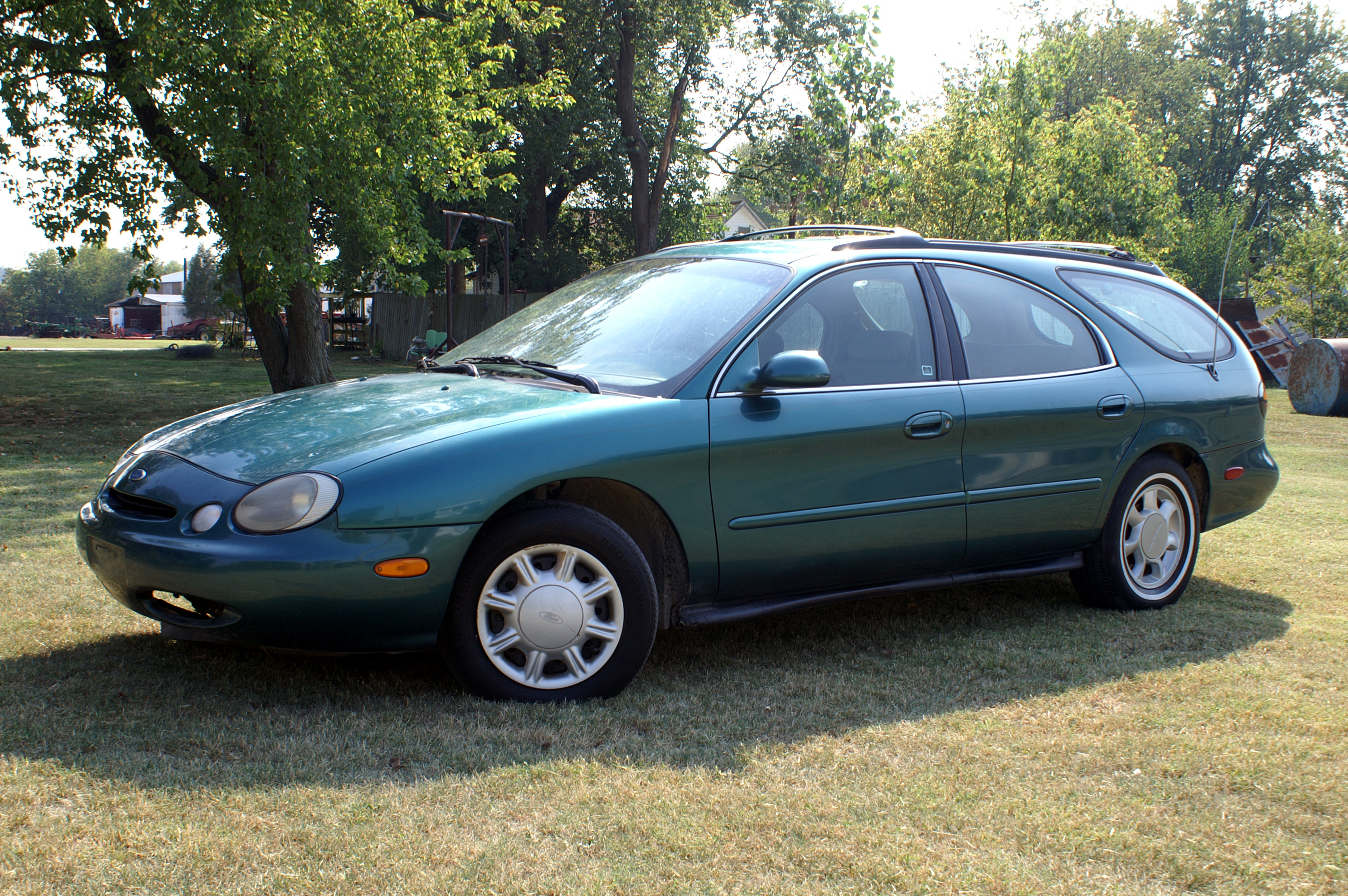
第三代Taurus五門旅行車GL型前期車頭(北美樣式)
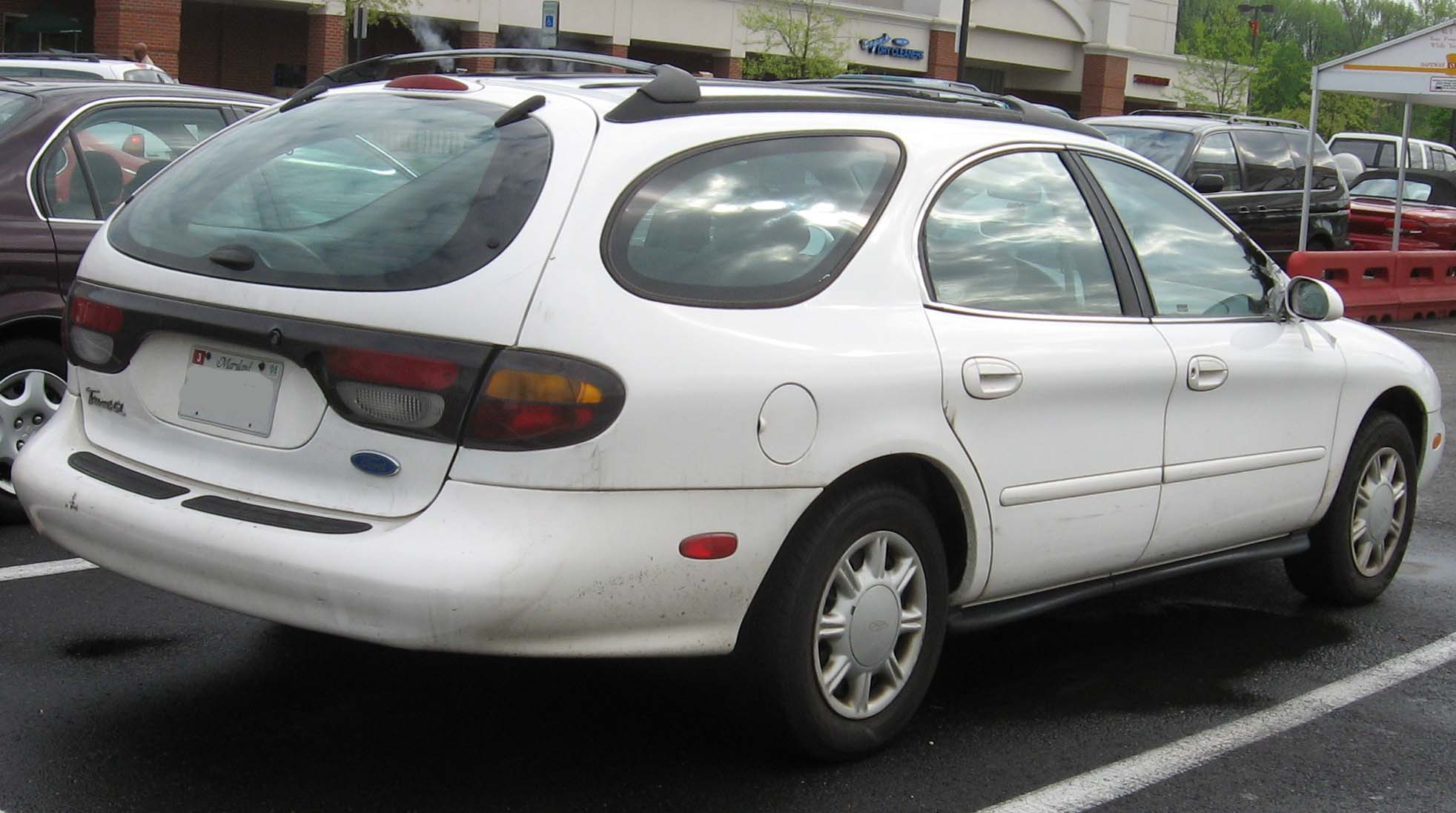
第三代Taurus五門旅行車GL型前期車尾(北美樣式)
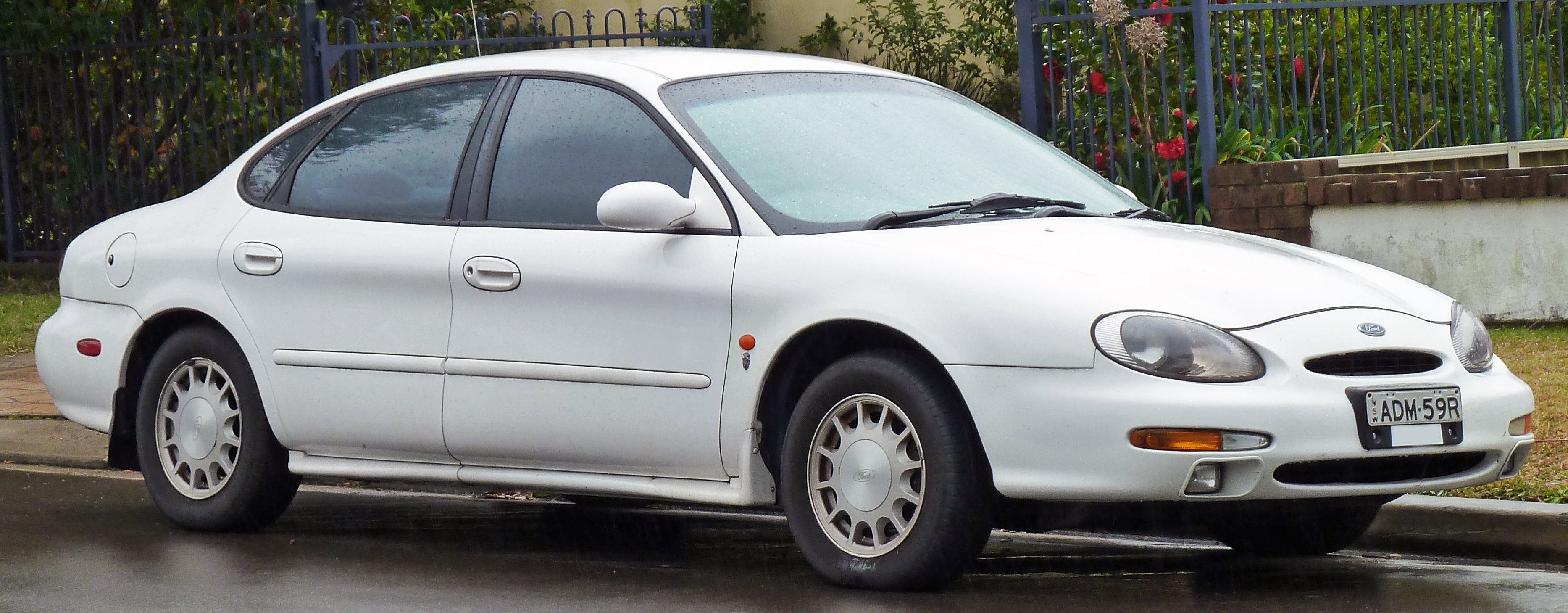
第三代Taurus四門轎車Ghia型車頭(澳洲樣式)
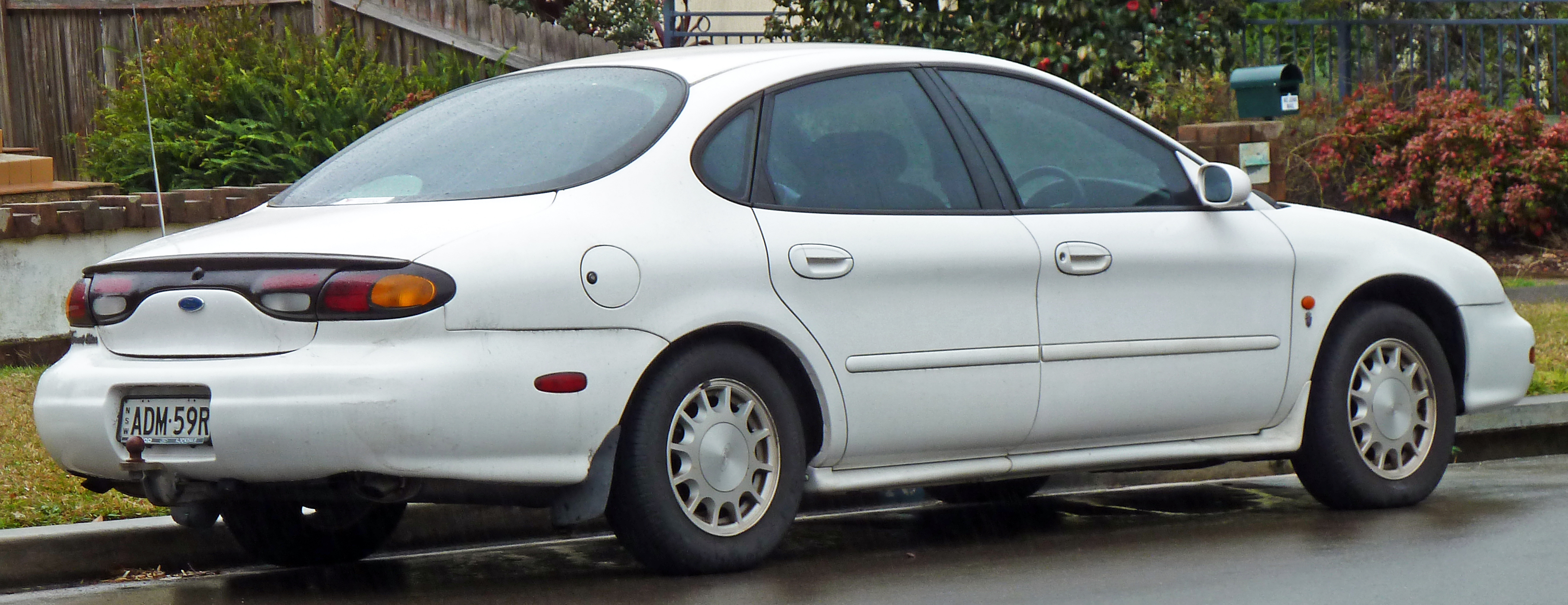
第三代Taurus四門轎車Ghia型車尾(澳洲樣式)

### 第四代（2000年-2007年）
由於上一代車型的失利，讓福特痛失了很多消費者，眼看前兩代車型打下來的市場被日系車款蠶食，福特決定繼續再接再厲於1999年10月推出第四代Taurus，採用DN186平台開發。為了提升競爭力，把後輪剎車系統從上一代車型的鼓式剎車升級為碟式剎車，車側安全氣囊的應用也更符合當時的汽車安全標準。高檔車型取消雙出排氣管，其他耗費成本但不實用的設計也通通取消。在北美地區銷售的型號分為SE、LX、SES及SEL四種不同配備的等級。
而在外形設計方面，改由Moray Callum設計，線條恢復保守，以回歸新車的吸引力，直線更多，而且行李廂增加0.06立方米。車身尺寸方面，長寬高分別為5019/1854/1424/mm ，軸距2756mm，車身重量為1504kg。
第四代Taurus經過上一代車型的慘敗以後，改變了許多，在設計上不敢再大刀闊斧的進行整改，因此即便上一代車型銷量不佳的情況下，第四代Taurus的外形設計還是保留部分上一代車型的影子，但是設計上還是改掉了很多上一代車型被詬病的地方，比如前大燈，方向燈，前格柵，電話筒尾燈設計，僅保留了其腰線的設計風格，整體設計風格更加整體和稜角分明。總體來說，此代車型比上一代車型更加耐看多。
相對於與時俱進的外觀設計相比，內飾造型則顯得過於保守，上一代車型所推崇的人體工學設計被拋在了腦後，向駕駛員一側傾斜的中控台不再沿用，並回歸了略顯沉悶的內飾設計。車款仍然保留四門轎車和五門旅行車，並且採用了兩種形式的換擋方式，或許對於美式轎車來說懷擋的配置才是美系車應有的配置吧。
動力系統方面，仍然沿用第三代的動力系統，但是在調教上有所有提升。其中SE、LX和SES型號搭載Vulcan 3.0升V6自然進氣引擎，最大功率157馬力，最大扭矩251N?m，不過變速系統仍然是依然是AX4N和AX4S四速自動變速箱。
由於2000年過後，市場轉為SUV市場，福特將更多精力放在這個市場上，而不再關注Taurus的發展，再加上前一代車型給福特帶來的負面影響，原本輝煌的Taurus已經被豐田Camry和本田Accord、日產Maxima逼得喘不過氣來，福特自然不會在Taurus這一棵樹上弔死，因此對於第四代Taurus性能版SHO的生產計劃基本擱淺。
2004年12月8日，第四代Taurus五門旅行車率先停產，福特Freestyle取代了Taurus五門旅行車的地位，福特面臨的財政壓力迫使金牛座不得不為旗下眾多SUV車型讓路。
2006年10月27日，第四代Taurus四門轎車正式停產，雖然此時的Taurus已不再是當年福特的救命稻草，但這款曾經美國最暢銷車型走下神壇，還是令許多消費者感到惋惜。

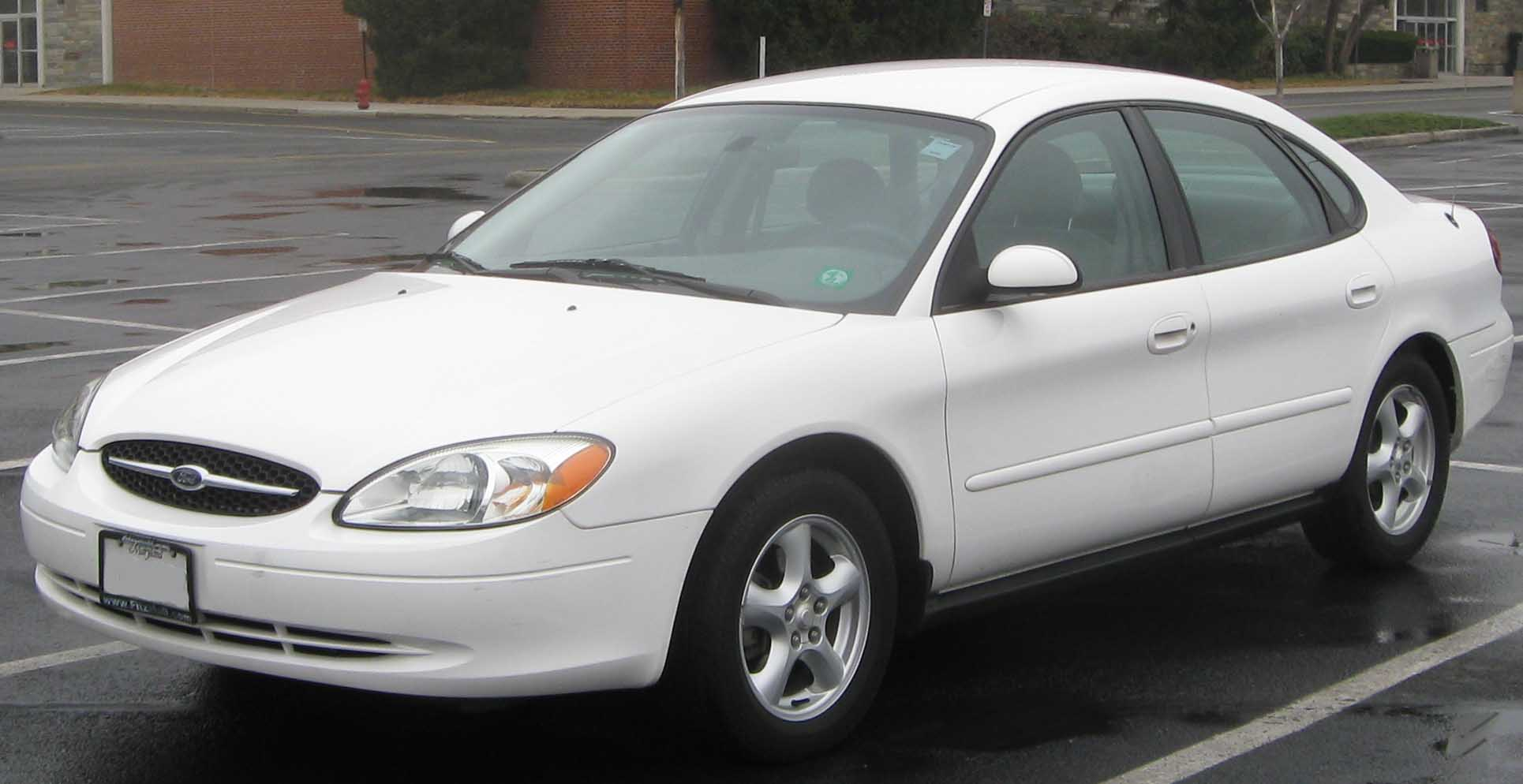
第四代Taurus四門轎車SES型前期車頭
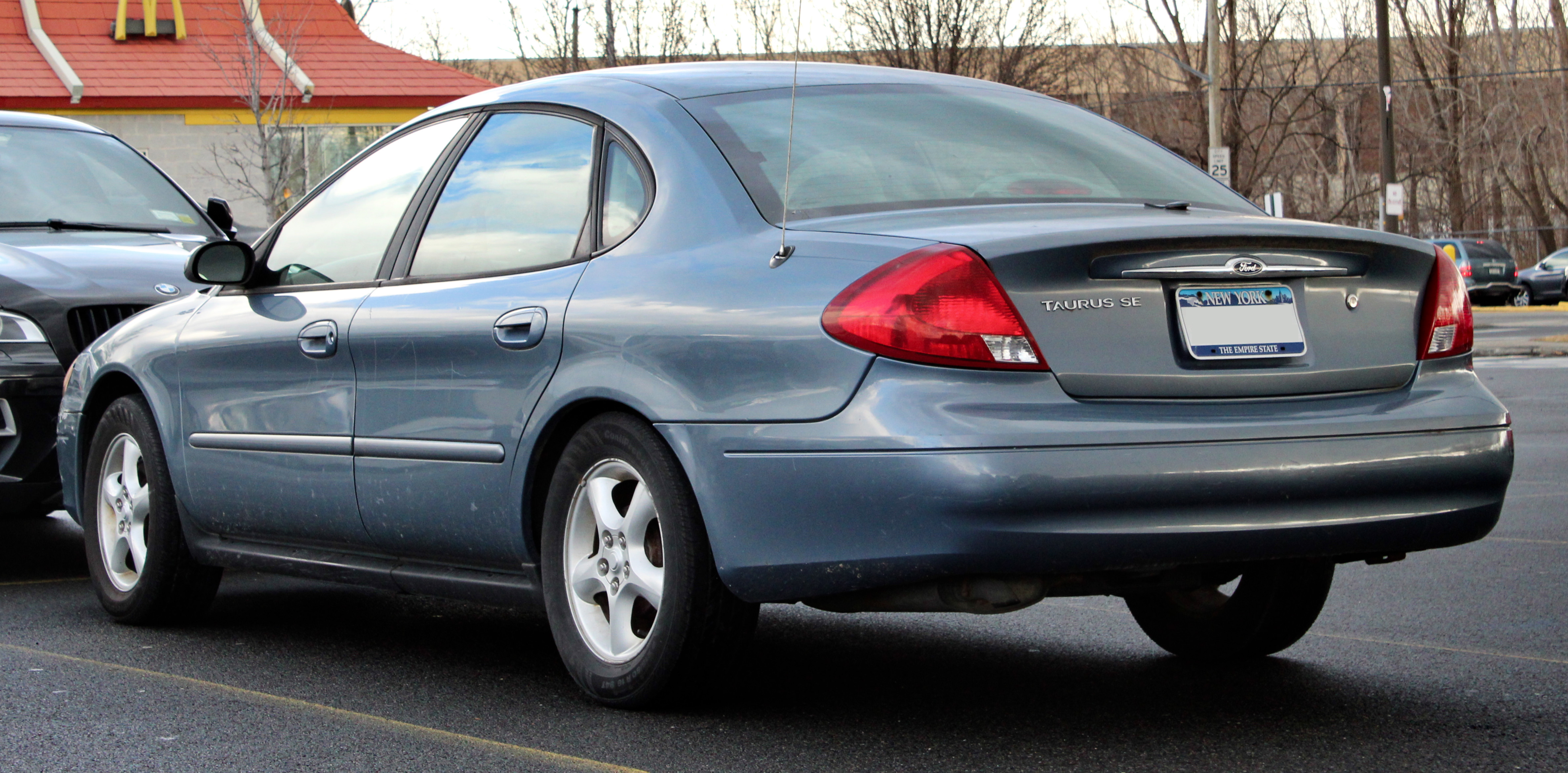
第四代Taurus四門轎車SE型前期車尾
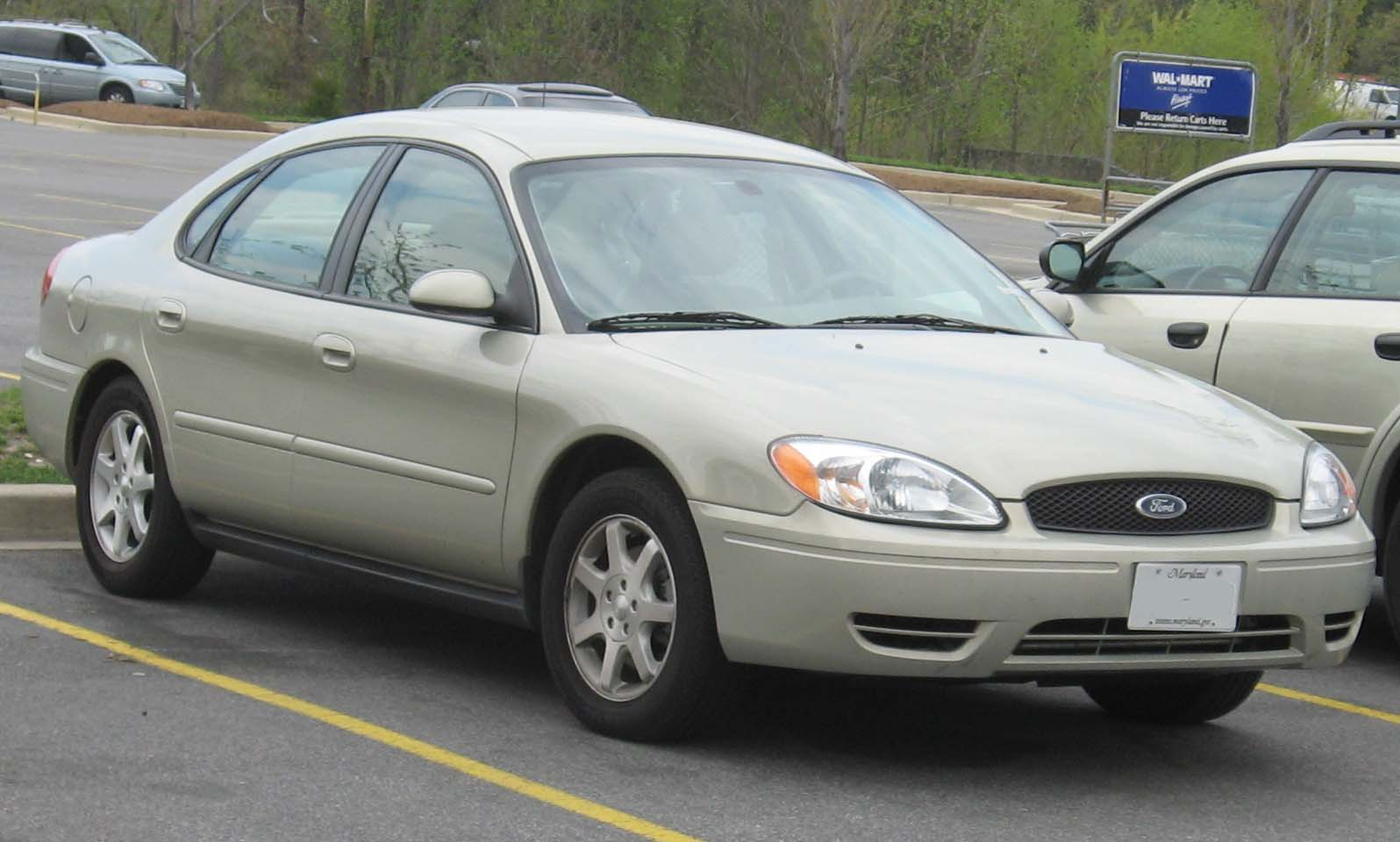
第四代Taurus四門轎車後期車頭
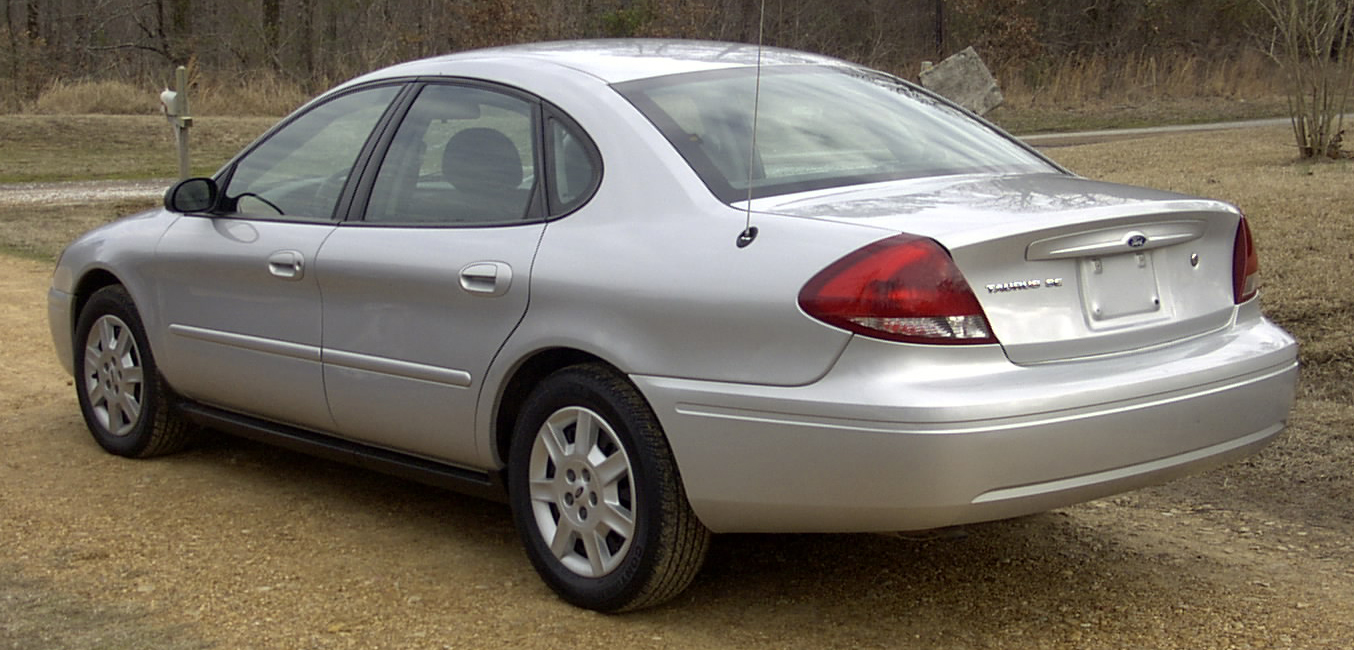
第四代Taurus四門轎車後期車尾
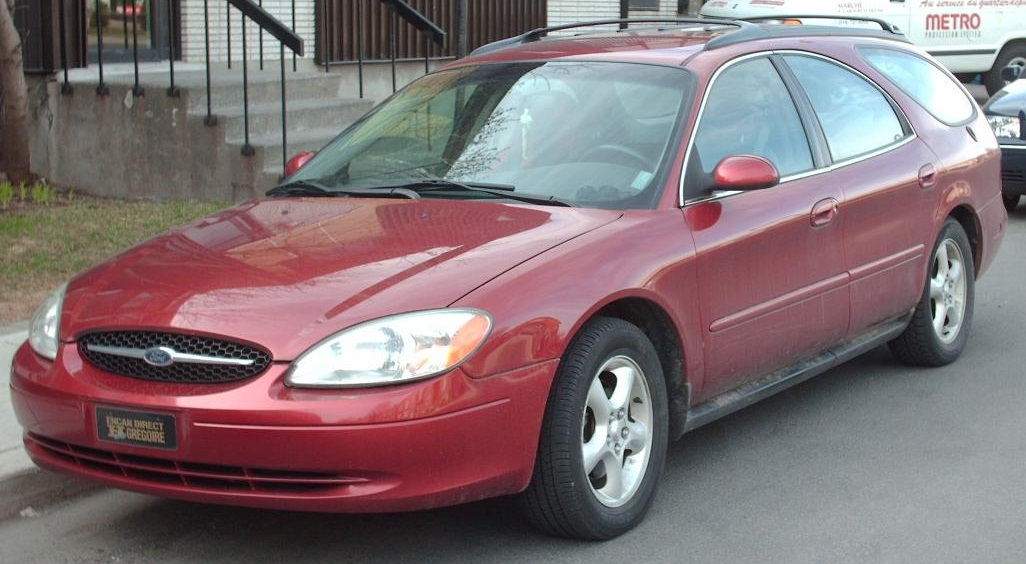
第四代Taurus五門旅行車前期車頭
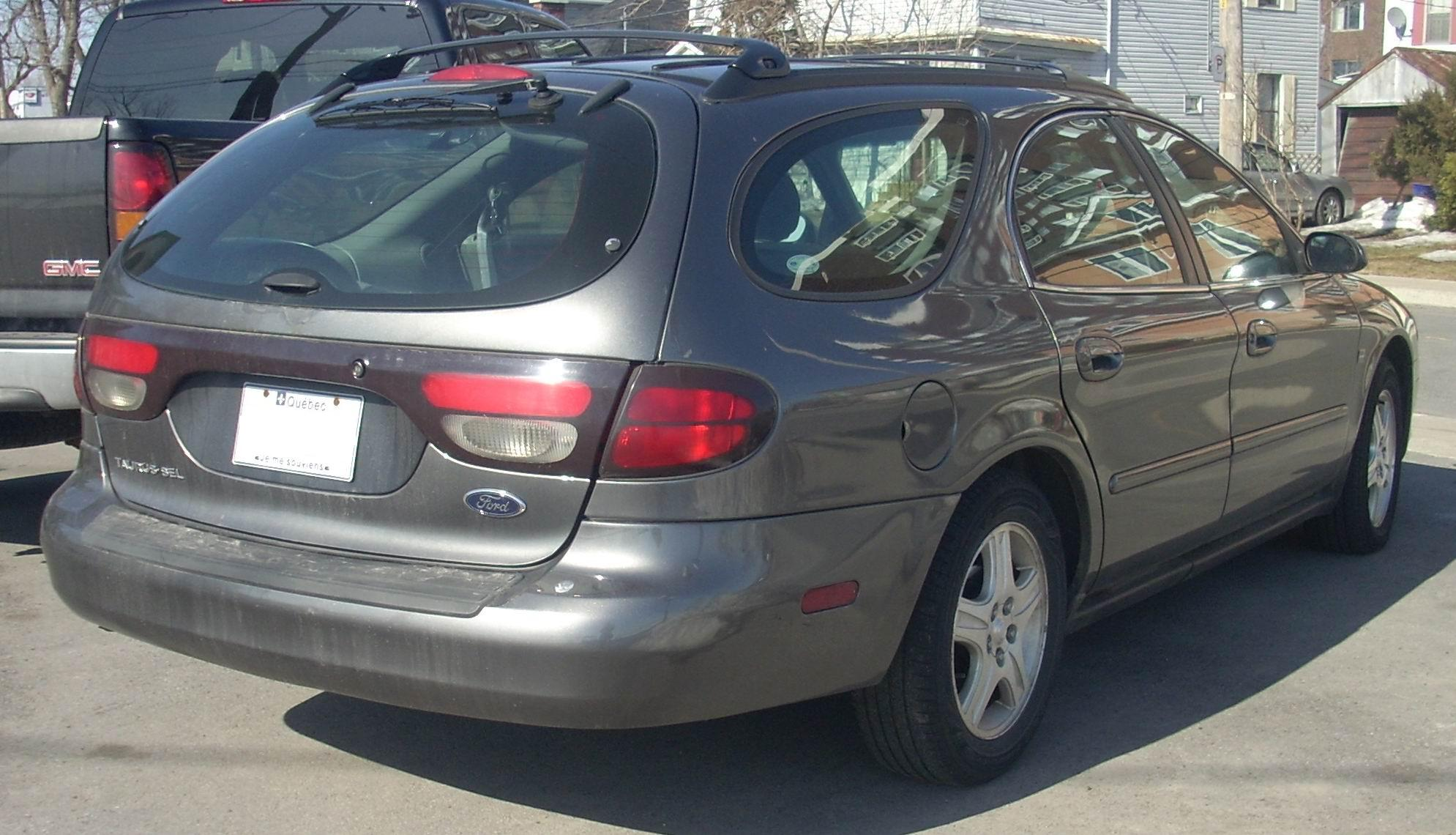
第四代Taurus五門旅行車型前期車尾
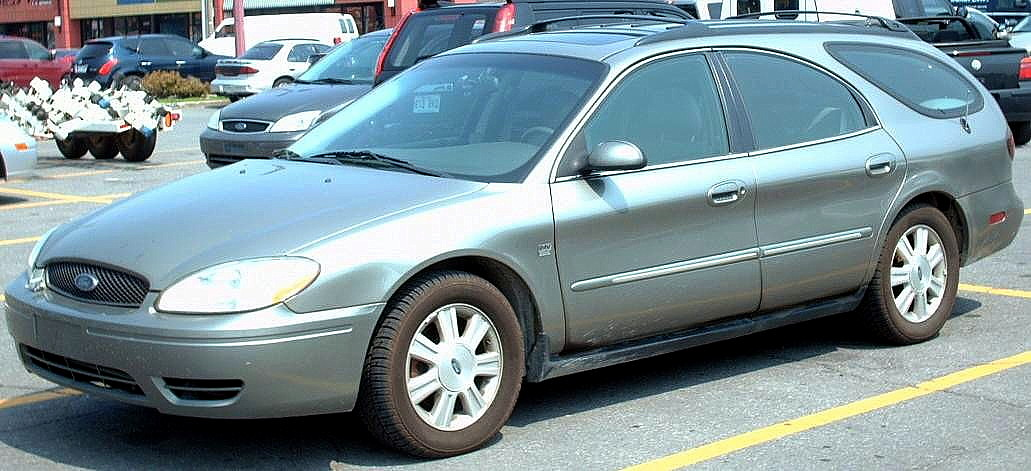
第四代Taurus五門旅行車型後期車頭
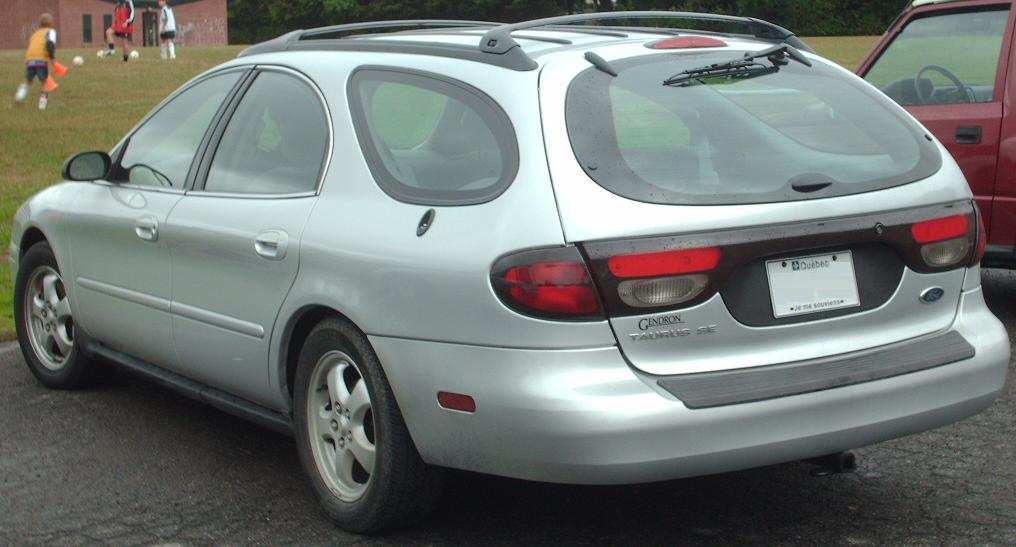
第四代Taurus五門旅行車型後期車尾

## 外部連結
- Official Ford Taurus website （页面存档备份，存于）